# چرخه بینایی
چرخه بینایی (به انگلیسی: Visual cycle)، فرآیندی در شبکیه است که مولکول شبکیه را برای استفاده در بینایی دوباره پر می‌کند. شبکیه کروموفور اکثر اپسین‌های دیداری است، به این معنی که فوتون‌ها را جذب می‌کند تا آبشار انتقال نور آغاز شود. هنگامی که پروتون جذب می‌شود، شبکیه 11-cis با خارج شدن از پروتئین اپسین به شبکیه تمام ترانس تبدیل می‌شود. هر مولکول شبکیه باید از سلول گیرنده نوری به RPE و عقب برود تا تازه شود و با اپسین دیگری ترکیب شود. این مسیر بسته آنزیمی شبکیه ۱۱ سیس، گاهی به نام جرج والد (۱۹۰۶–۱۹۹۷)، که جایزه نوبل را در سال ۱۹۶۷ برای تلاش خود در جهت کشف آن دریافت کرد، چرخه بینایی والد نیز نامیده می‌شود.